# Вернадська Ганна Петрівна

Ганна Вернадська

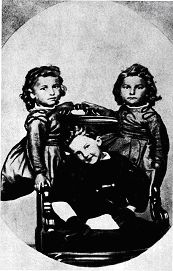
Діти Ганни Вернадської. 1868 рік

Га́нна Петрі́вна Верна́дська (* 1837, Київ — † 1898) — українська музична педагогиня.

## Біографія
Походила із старовинного українського роду Константиновичів. Її батько Петро Константинович брав участь у боях і дослужився до звання генерала. Рідний дядько Микола Гулак був членом таємного Кирило-Мефодіївського товариства. Рідний брат Олександр Константинович — упродовж 16 років був губернатором Бессарабії.
Ганна виховувалася в приватному пансіоні імені генерала Левашова в Києві. У Петербурзі кілька років співала у хорі композитора Мілія Балакірєва. Викладала співи.

Ганна Вернадська

У квітні 1862 року 25-річною одружилася з 41-річним професором Іваном Вернадським, теж уродженцем Києва. Була двоюрідною сестрою його першої покійної дружини Марії Миколаївни.
28 лютого (12 березня за новим стилем) 1863 року народила сина Володимира (став академіком). Наступного року народила близнючок Ольга та Катерина.
Ганна Вернадська, як і чоловік, добре знала українську мову. У спогадах її син писав: «Мати, дуже музична, з великим голосом (мецо-сопрано) чудово співала українські пісні; бували вдома і хорові співи». А ще він охарактеризував її як «яскраву особистість, пристрасну, розумну, хорошу жінку, дуже обдаровану» .

## Електронні джерела
- Константинович Ганна Петрівна(рос.)